# Eduardo Sepúlveda (ciclista)
Eduardo Sepúlveda (Rawson, Chubut, 13 de junio de 1991) es un ciclista argentino. Desde 2023 corre para el equipo profesional Lotto Cycling Team de categoría UCI ProTeam.

## Biografía
En 2012, logró la medalla de plata en la contrarreloj de los campeonatos panamericanos de ciclismo y a la vez se consagró como el mejor sub-23, obteniendo el oro. En 2013, obtuvo dos medallas de oro al consagrarse campeón en persecución individual y por equipos.
Debutó como stagiaire con el equipo FDJ-BigMat a partir del mes de agosto hasta diciembre de 2012.
En 2014 comienza la temporada en muy buena forma y realiza destacadas actuaciones en el Tour de San Luis, finalizando en la 6.ª ubicación en la clasificación general y en el Tour del Mediterráneo donde logra la clasificación de los jóvenes y el 4.º puesto en la clasificación general de la prueba francesa. En el mes de marzo obtiene un notable 5.º puesto en la general del Critérium Internacional disputado en Córcega, luego de lograr un 9.º puesto en la etapa contrarreloj y un 6.º en la etapa con final en Col de l'Ospedale.
Habiendo sido preseleccionado por el equipo para el Tour de Francia y durante la preparación, una lesión le impidió debutar en la ronda gala. Igualmente pudo retomar la competición en el final de la temporada, y participar en los Campeonatos Mundiales de Ruta, representando a la selección nacional, tanto en la contrarreloj como en la prueba en línea.
En 2015 repite comienzo de temporada en el Tour de San Luis y alcanza el 4.º puesto en la clasificación general. Luego de una buena participación en el Tour de Haut-Var (17.º en la clasificación general y 2.º en la de los jóvenes), llega a su primera victoria en el circuito profesional en la Clásica Sur Ardèche.
El 18 de julio de 2015, en la decimocuarta etapa fue expulsado por la UCI del Tour De Francia por subirse al coche de otro equipo.
También en 2015, gana el Tour de Doubs y obtiene el segundo lugar en la general del Tour de Turquía.
A comienzos del 2016, ganando una etapa, se ubica segundo en la General del Tour de San Luis, detrás de Nairo Quintana.
También en 2016 completa el Tour de Francia y representa a la Argentina en los Juegos Olímpicos de Río 2016, tanto en la prueba de ruta como en la crono individual.
En 2020 obtiene el Premio Konex como uno de los 5 mejores ciclistas de la última década en la Argentina.
A fines de 2022 firma contrato con el equipo belga Lotto Dstny para la temporada 2023, siendo así el primer hombre argentino que corre para dicha escuadra. El 26 de agosto participa por primera vez en su carrera de la Vuelta a España, completando de esa forma su participación en las 3 grandes vueltas del calendario.

## Palmarés

### Ruta
2012
- 2.º en el Campeonato Panamericano Contrarreloj

2015
- Classic Sud Ardèche
- Tour de Doubs

2016
- 1 etapa del Tour de San Luis

2022
- 1 etapa del Tour de Turquía

2023
- Vuelta a Castilla y León, más 1 etapa
- 2.º en carrera de ruta en los Juegos Panamericanos

### Pista
2013
- Campeonato Panamericano Persecución Individual
- Campeonato Panamericano Persecución por Equipos (haciendo equipo con Walter Pérez, Maximiliano Richeze y Mauro Richeze)

## Resultados en Grandes Vueltas y Campeonatos del Mundo
| Carrera              | Carrera              | 2013 | 2014 | 2015 | 2016 | 2017 | 2018 | 2019 | 2020 | 2021 | 2022 | 2023  | 2024 | 2025  |
| -------------------- | -------------------- | ---- | ---- | ---- | ---- | ---- | ---- | ---- | ---- | ---- | ---- | ----- | ---- | ----- |
|                      | Giro de Italia       | —    | —    | —    | —    | —    | 96.º | —    | 57.º | 47.º | 76.º | —     | —    | —     |
|                      | Tour de Francia      | —    | —    | Exp. | 59.º | 65.º | —    | —    | —    | —    | —    | —     | —    | 122.º |
|                      | Vuelta a España      | —    | —    | —    | —    | —    | —    | —    | —    | —    | —    | 102.º | 86.º | —     |
| Mundial en Ruta      | Mundial en Ruta      | —    | Ab.  | —    | —    | 63.º | 73.º | Ab.  | —    | —    | —    | —     | —    | —     |
| Mundial Contrarreloj | Mundial Contrarreloj | —    | 51.º | —    | —    | 37.º | 45.º | 43.º | —    | —    | 71.º | —     | —    | —     |

—: no participa

Ab.: abandono

Exp.: expulsado por la organización

## Equipos
- FDJ-BigMat (stagiaire) (2012)
- Bretagne/Fortuneo (2013-2017)
  - Bretagne-Séché Environnement (2013-2015)
  - Fortuneo-Vital Concept (2016-2017)[5]
  - Fortuneo-Oscaro (2017)
- Movistar Team (2018-2020)
- Androni Giocattoli (2021-2022)
  - Androni Giocattoli-Sidermec (2021)
  - Drone Hopper-Androni Giocattoli (2022)
- Lotto (2023-)
  - Lotto Dstny (2023-2024)
  - Lotto Cycling Team (2025-)